# Кийминский район
Кийми́нский райо́н (каз. Қима ауданы) — административно-территориальная единица Тургайской и Целиноградской областей, существовавшая в 1970—1997 годах.
Административный центр — село Киима.

## История
Район образован Указом Президиума Верховного Совета Казахской ССР от 4 декабря 1970 года с административным центром в селе Киима.
Указом Президиума Верховного Совета Казахской ССР от 2 июня 1988 года — Тургайская область упразднена. Район включен в состав Целиноградской области.
Постановлением Президиума Верховного Совета Казахской ССР от 17 августа 1990 года «O восстановлении Тургайской области в составе Казахской ССР», — вновь в составе Тургайской области.
Указом Президента Республики Казахстан от 22 апреля 1997 года № 3466 «О мерах по оптимизации административно-территориального устройства Республики Казахстан», — Тургайская область упразднена. Район включен в состав Акмолинской области.
Указом Президента Республики Казахстан от 23 июля 1997 года № 3604 «Об упразднении Жанадалинского и Кийминского районов Акмолинской области» — район упразднён.
Постановлением Правительства Республики Казахстан от 24 июля 1997 года № 1172 «О мерах по реализации Указа Президента Республики Казахстан "Об упразднении Жанадалинского и Кийминского районов Акмолинской области» — территория Кийминского района была включена в состав Жаксынского района.
Согласно Всесоюзной переписи населения 1989 года по Казахской ССР, район включал 11 сельсоветов: Алгабасский, Балталинский, Беловодский, Есильский, Жанакийминский, Запорожский, Ишимский, Кенаральский, Кийминский, Лозовский, Терсаканский.

## Население
По данным Всесоюзной переписи населения 1979 года, в Кийминском районе проживало 20 271 человек или 7,56 % населения области. В половом составе мужчины составляли 9 929 чел. или 48,98 %, женщины — 10 342 чел. или 51,02 %. Городское население отсутствовало.
По данным Всесоюзной переписи населения 1989 года, в Кийминском районе проживало 21 110 человек или 2,11 % населения области. В половом составе мужчины составляли 10 519 чел. или 49,83 %, женщины — 10 591 чел. или 50,17 %. Городское население отсутствовало.